# Lemme de Jordan
Ne pas confondre avec le théorème de Jordan en topologie ni avec le théorème de Jordan-Hölder ou la réduction de Jordan en algèbre.
En mathématiques, le lemme de Jordan est un lemme utilisé essentiellement pour le calcul d'intégrales par le théorème des résidus. Il porte le nom de son inventeur, le mathématicien Camille Jordan. Il y a trois lemmes de Jordan et l'expression « lemme de Jordan » fait référence à l'un des trois énoncés suivants.

## Premier énoncé
Lemme de Jordan I — Soit {\displaystyle f} une fonction holomorphe dans un domaine {\displaystyle D\subset \mathbb {C} }. Si {\displaystyle |zf(z)|} tend vers 0 quand {\displaystyle |z|} tend vers l'infini alors l'intégrale prise le long de la portion du cercle {\displaystyle C(0,r)} incluse dans le domaine {\displaystyle D} tend vers 0 quand le rayon {\displaystyle r} tend vers l'infini :

## Deuxième énoncé
Il existe une version particulière du lemme de Jordan dans un demi-cercle qu'on peut toujours supposer être le demi-cercle supérieur.
Lemme de Jordan II — Soit f une fonction méromorphe dans un domaine D entièrement dans le demi-plan supérieur fermé, continue sur l'axe réel et de la forme
{\displaystyle f(z)=\mathrm {e} ^{\mathrm {i} az}g(z)} où a est un réel strictement positif.
Si de plus {\displaystyle \max _{\theta \in [0,\pi ]}\left|g(r\mathrm {e} ^{\mathrm {i} \theta })\right|} tend vers 0 quand r tend vers l'infini,
alors 

### Remarque
Une inégalité du même genre peut être obtenue dans le demi-disque inférieur sous les mêmes conditions sauf a < 0.
En utilisant de même l'inégalité de la corde pour le cosinus, on obtient également un « lemme de Jordan » valable cette fois dans un demi-disque vertical.
Cette version est surtout utile pour le calcul des transformées de Fourier ou de Laplace.

## Troisième énoncé
Pour être précis, il y a en fait un autre lemme (le lemme I) qui est du même genre et qui est rapporté ainsi dans son cours de 1re division 1878-1879 :
Lemme de Jordan III — Lemme I: Soit une fonction {\displaystyle f} telle que {\displaystyle \lim _{z\rightarrow a}(z-a)f(z)=0}.
Elle est plus petite que {\displaystyle M{\frac {2\pi r}{r}}<2\pi M.} M tendant vers zéro; elle est donc nulle.

## Histoire
Le lemme de Jordan est exprimé ainsi dans le cours d'analyse de l'École polytechnique de Camille Jordan (1re division 1882-1883, page 57) :
« 
Lemme II : soit f une fonction telle que zf(z) tende vers zéro lorsque z augmente indéfiniment ;
l'intégrale {\displaystyle \int _{C}f(z)\,\mathrm {d} z} est prise le long d'un cercle de rayon infini tend vers zéro. 
On a
{\displaystyle \int _{C}f(z)\,\mathrm {d} z=\int _{C}zf(z){\frac {\mathrm {d} z}{z}}<M{\frac {2\pi R}{R}}=2\pi M}.

M tendant vers 0, {\displaystyle \int _{C}f(z)\,\mathrm {d} z} a aussi cette limite. »
Mais ce lemme n'existe pas dans son cours de 1re division 1878-1879. Dans la 3e édition du tome 2 (1913) de son cours d'analyse de l'école polytechnique chez Gauthier-Villars, le « lemme de Jordan » est remplacé par tout un tas de petits lemmes du même genre (tome 2, chapitre VI : intégrales complexes, p. 306-311).
Suivant les auteurs le lemme est cité sous une forme ou sous une autre, parfois sans même indiquer le nom de Jordan.
Voici comment il apparaît dans le cours d'analyse de l'école polytechnique de Favard.
« Soit f(z) une fonction définie sur tout ou partie C d'un cercle de rayon R aussi grand qu'on veut, centré en un point fixe a ; de 
{\displaystyle \left|\int _{C}f(z)\,\mathrm {d} z\right|\leqslant 2\pi R\max |(z-a)f(z)|,}
on déduit que lorsque |(z-a)f(z)| tend uniformément vers zéro avec 1/R l'intégrale tend vers zéro.

Il en est de même lorsqu'on a à intégrer f(z) le long de tout ou partie d'un cercle de rayon r, aussi petit qu'on veut, centré en a, et que |(z-a)f(z)| tend vers zéro sur la partie de ce cercle le long de laquelle on intègre f(z). »
 sans citer le nom de Jordan.